# Cochlidium linearifolium
Cochlidium linearifolium är en stensöteväxtart som först beskrevs av Nicaise Augustin Desvaux, och fick sitt nu gällande namn av William Ralph Maxon. Cochlidium linearifolium ingår i släktet Cochlidium och familjen Polypodiaceae. Inga underarter finns listade.